# 霄裡
霄裡，是臺灣桃園市八德區的一個傳統地域名稱，位於該區西南部。相較於今日行政區，其範圍大致包括霄裡里、龍友里、竹園里。
霄裡原本是原住民凱達格蘭族的社名，今日的霄裡地區僅為昔日霄裡社生活範圍的的一部分。在清代乾隆6年，便有漢人移居此地，與此地凱達格蘭族霄裡社的通事頭目「知母六」共同開鑿霄裡大圳並匯集山腳多處湧泉水形成「霄裡池」，來灌溉此一帶的稻田。因為當地的湧泉發達，一年四季水源充足，所以稻作甚豐，故有：「看不盡的霄裡田，吃不完的霄裡米，斬不完的鷹哥竹」。

## 霄裡社
霄裡社為淡水社十二社之一，屬凱達格蘭族，霄裡社域包括番仔寮臺地和龍潭臺地，大致是由桃園臺地的南端迆邐至龍潭臺地，呈東北西南走向的狹長區域，亦即桃園臺地與中壢臺地之間的崖腳。貧瘠的紅黃土壤夾帶古河床沖積下之大量卵石，很難開闢為良田，境內河川又無灌溉之利，故此區曾被稱為北部最貧困的地方，開發較晚，直到清雍正年間還是荒煙蔓草。為了解決缺水的問題，霄裡社頻頻與漢人合作，在水利開發上相當突出。根據荷蘭時期的調查，1650年霄裡社戶口計有32戶、95人，而日治初期1910年所調查的「熟蕃戶口」，則有38戶，男100人、女34人，共134人。現今八德市霄裡、霄裡東南的大溪社角、番仔寮，西南至平鎮市的社仔、楊梅水尾、龍潭九座寮、銅鑼圈，是為霄裡社過去的活動範圍。其後裔一部分住在大溪社角、番仔寮，一部分住在龍潭十股寮，對於開發龍潭有相當的貢獻。

## 旅遊

### 文化資產
- 八德喻竹居（歷史建築，霄裡路468-1號）

## 人物

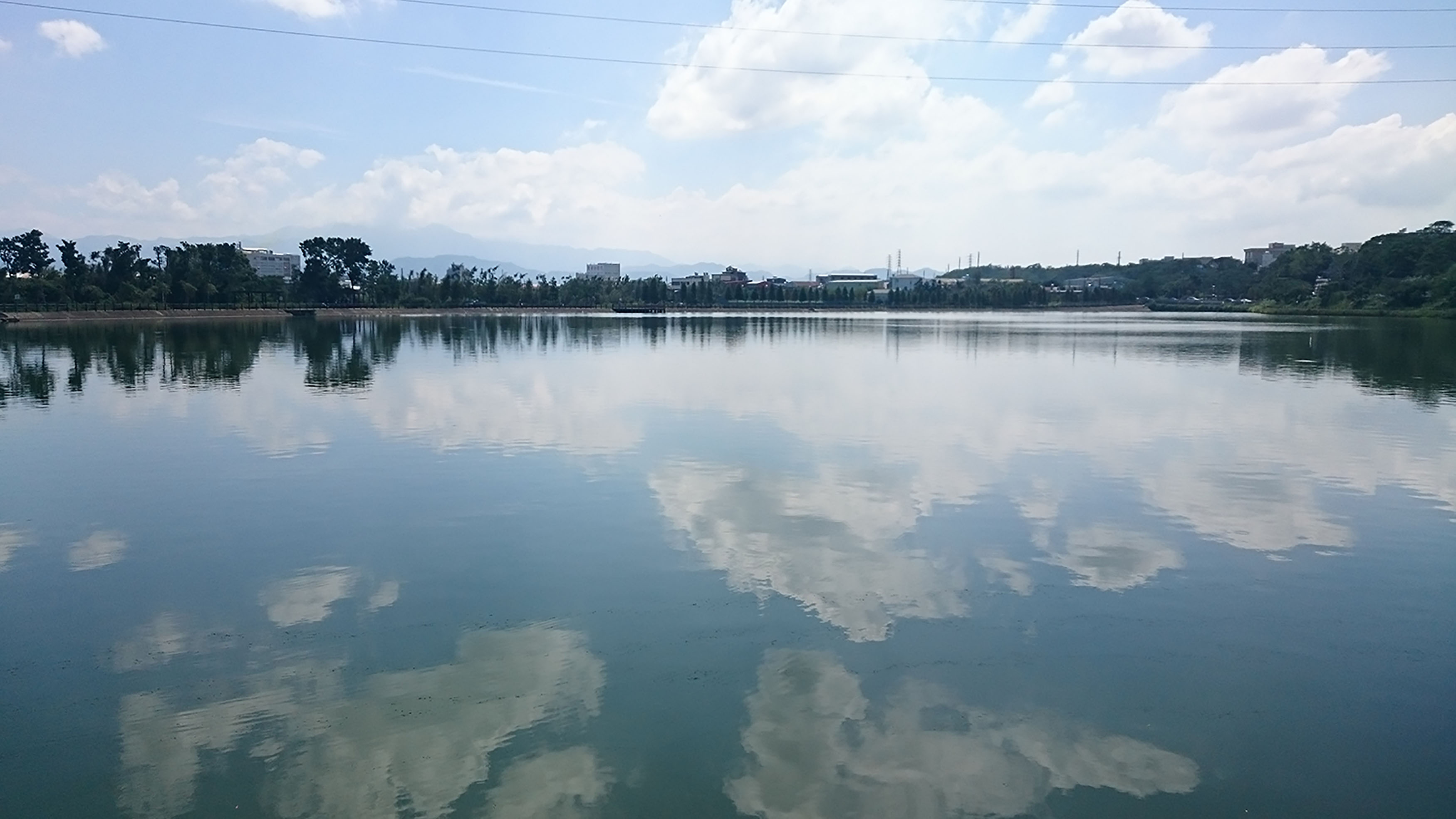
凱達格蘭族與漢人共同開鑿的霄裡池

- 知母六（漢化名：蕭那英；為凱達格蘭族人）：龍潭十股寮的蕭家族譜的開基祖知母六，漢名為蕭那英，1738至1767年之間擔任霄裡社通事。1741年薛啟隆和知母六共鑿霄裡大圳，其水由山腳泉水孔開導水源，灌溉番仔寮、三塊厝、南興莊、棋盤厝、八塊厝的山腳莊，共六莊田甲。水額十分勻攤，番佃六、漢佃四。內有陂塘大小四口。他又在1748年築靈潭陂（即龍潭大池）。龍潭曾被稱為北部最貧困之地，開發較晚，為解決缺水問題，霄裡社頻頻與漢人合作，在水利開發上相當突出。[1]

## 客家文化與景點

大火房浣衣池

- 霄裡池 （页面存档备份，存于）（官路缺）
- 霄裡玉元宮
- 順天護國宮
- 霄裡國小
- 盤營古墓
- 霄裡湧泉（10處浣衣空間）
- 客家宗祠
  - 袁家「德慶堂」、「汝南尊親堂」
  - 何家「盧江堂」
  - 謝家「寶樹堂」
  - 彭家「隴西堂」
  - 吳家「至德堂」
  - 鐘家「穎川堂」
  - 盧家 （2017年改建）
- 壘石文化
- 和成八音團：袁明瑛帶領的客家八音團，團址位於霄裡官路缺袁家祠堂「德慶堂」內。[2]

## 其他相關連結
- 霄裡國小 （页面存档备份，存于）
- 霄裡社家族的研究；張素玢 （页面存档备份，存于）
- 平埔族業主和漢人墾佃的土地契約關係 （页面存档备份，存于）
- 石母娘娘 八德霄裡人乾媽 （页面存档备份，存于）
- 10湧泉 洗衣吃喝全靠它
- 八德霄裡水與綠文化網絡 （页面存档备份，存于）
- 我愛八德竹霄 （页面存档备份，存于）
- 中原大學室內設計系 我愛八德金城 （页面存档备份，存于）
- 研究霄裡浣衣池之科展得獎作品 （页面存档备份，存于）